# B8 (gyorsforgalmi út, Namíbia)

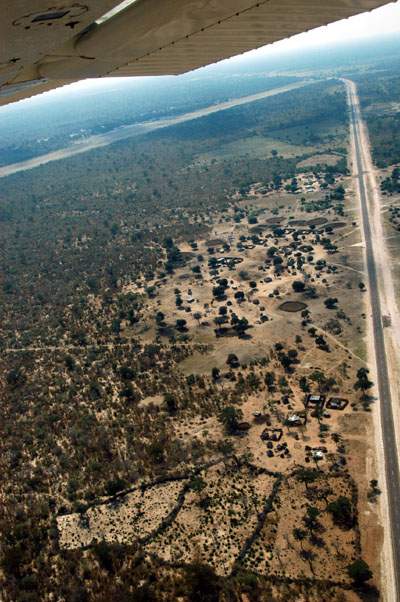
A B8 repülőről (Mpachai Nemzetközi Repülőtér)

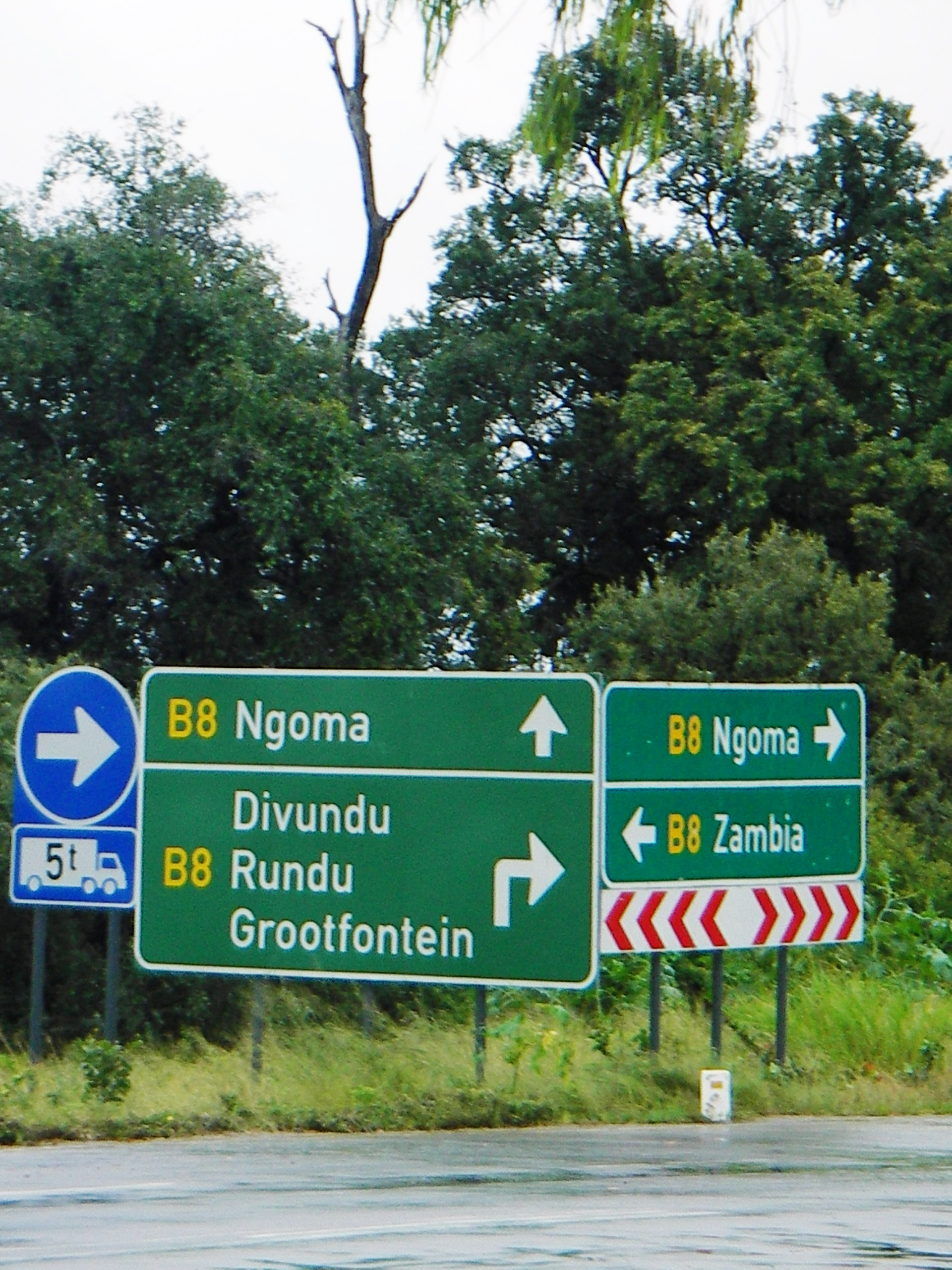
Az út Caprivinál

A B8-as nemzetközi út Közép-Namíbiát és a Caprivi régiót köti össze. Ez az út Otavitól egészen a botswanai határig tart. 

## Kijáratok
- Otjozondjupa
  -  Otavi
    -  B1-es csomópont (Windhoek)
    -  C39 - Torrabucht

  -  Grootfontein
    -  C42 - Tsumeb
    -  C47

  -  C44 - Tsumkwe
- Kavango
  -  Mangetti Állatpark (ZOO)
  -  Rundui Nemzetközi Repülőtér
  -  Rundu
    -  C45 - Mpungu
    -  ANGOLA (Országhatár)

  -  Nyangana
  -  Mukwe
  -  Bagani-híd, az Okavango-folyó felett
- Caprivi
  -  Bagani
  -  C43
  -  Caprivi Nemzeti Park
  -  Kongola-híd a Cuando-folyó felett
  -  Kongola
  -  C49
  -  Sibinda
  -  Mpachai Nemzetközi Repülőtér
  -  Katima Mulilo
    -  Zambezi-híd
    -  ZAMBIA (Országhatár)
    -  C49

  -  Bukalo
  -  Ngoma
    -  Ngoma-híd
    -  BOTSWANA (Országhatár)

## Külső hivatkozások
- Namíbia gyorsforgalmi útjai